# Pataha
Pataha az Amerikai Egyesült Államok északnyugati részén, Washington állam Garfield megyéjében elhelyezkedő önkormányzat nélküli település.

## Történet
A mai Pataha területét egykor a nez perce indiánok használták a Sziklás-hegységen történő átkeléshez. Pataha neve a nez perce „kefe” szóból ered, a települést korábban „Favorsburg” és „Watertown” neveken is említették.
1806-ban a Csendes-óceán partjáról visszatérvén Lewis és Clark expedíciója itt töltötte az éjszakát, 1834-ben pedig Benjamin Bonneville a kormány számára végzett felmérés miatt járt itt. A helységet James Bowers alapította 1861-ben, a következő évtől kezdve a település a Walla Walla és Lewiston közötti postakocsi-útvonal egy megállója volt, így a lakosságszám növekedni kezdett. Az új lakók először főleg zöldségtermesztéssel és marhatenyésztéssel foglalkoztak, azonban az 1870-es években gabonatermesztésbe kezdtek. A területre 1878-tól tekintenek városként, 1882-es hivatalos megalapítása pedig az Angevine Titus and Company Favor nevéhez köthető.
Pataha Garfield megye 1881-es létrejöttekor rövid időre megyeszékhely lett, valamint ugyanezen évben adták ki először a Pataha Spirit újságot. Az Oregon Railroad and Navigation Company 1885-ben vasútvonalat épített Pomeroyig, amelyet Pataháig nem hosszabbítottak meg, így a település hanyatlásnak indult. Patahában 1879-től 1940-ig vízimalom működött.

## Fordítás
Ez a szócikk részben vagy egészben  a   Pataha, Washington című angol Wikipédia-szócikk ezen változatának fordításán alapul.  Az eredeti cikk szerkesztőit annak laptörténete sorolja fel. Ez a jelzés csupán a megfogalmazás eredetét és a szerzői jogokat jelzi, nem szolgál a cikkben szereplő információk forrásmegjelöléseként.